# Freeman (Dakota del Sur)
Freeman es una ciudad ubicada en el condado de Hutchinson en el estado estadounidense de Dakota del Sur. En el Censo de 2010 tenía una población de 1.306 habitantes y una densidad poblacional de 453,87 personas por km².

## Geografía
Freeman se encuentra ubicada en las coordenadas 43°21′00″N 97°25′46″O / 43.35000, -97.42944. Según la Oficina del Censo de los Estados Unidos, Freeman tiene una superficie total de 2.88 km², de la cual 2.88 km² corresponden a tierra firme y (0%) 0 km² es agua.

## Demografía
Según el censo de 2010, había 1.306 personas residiendo en Freeman. La densidad de población era de 453,87 hab./km². De los 1.306 habitantes, Freeman estaba compuesto por el 94.26% blancos, el 1.38% eran afroamericanos, el 0.84% eran amerindios, el 0.15% eran asiáticos, el 0% eran isleños del Pacífico, el 1.38% eran de otras razas y el 1.99% pertenecían a dos o más razas. Del total de la población el 5.28% eran hispanos o latinos de cualquier raza.